# Вёршах
Вёршах (нем. Wörschach) — община (нем. Gemeinde) в Австрии, в федеральной земле Штирия. 
Входит в состав округа Лицен.  Население составляет 1120 человек на 1 янв. 2016г. (1167 на 1 янв. 2009г.). Занимает площадь 42,88 км². Официальный код  —  6 12 52.

## Политическая ситуация
Бургомистр коммуны — Франц Леммерер (АНП) по результатам выборов 2015 года.
Совет представителей коммуны (нем. Gemeinderat) состоит из 15 мест.
- Народники (АНП) занимают 11 мест (11 в 2010г.)
- Социал-демократы (СДПА) занимают 4 места (4 в 2010г.)

## Географическое положение
Вёршах находится в долине реки Энс у подножья хребта Мёртвых Гор. Самая высокая вершина в коммуне Хохмёльбинг (Hochmölbing) (2 336 м), она расположена в 400 метрах от границы Штирии и Верхнии Австрии. Восточнее от Вёршах расположено торфяное болото Вёршахер Моос, площадь которого составляет 2,84 км². Это самое большое торфяное болото в долине Энса.

## Достопримечательности
Недалеко от центра коммуны находятся средневековые развалины крепости Волькенштайн. К северу от центра находится ущелье Вёршахкламм.  

## Ссылки

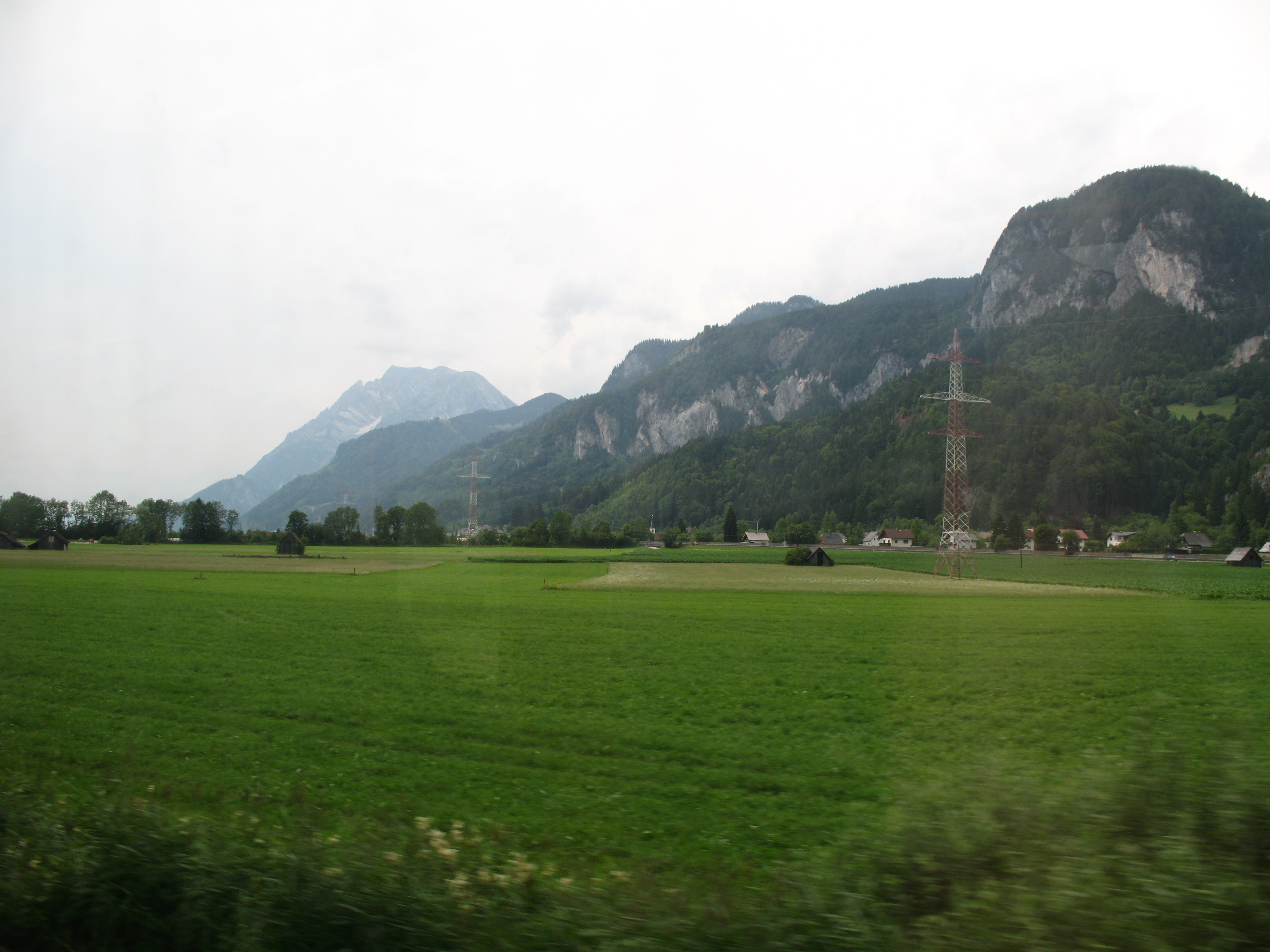
пейзаж у Вёршаха
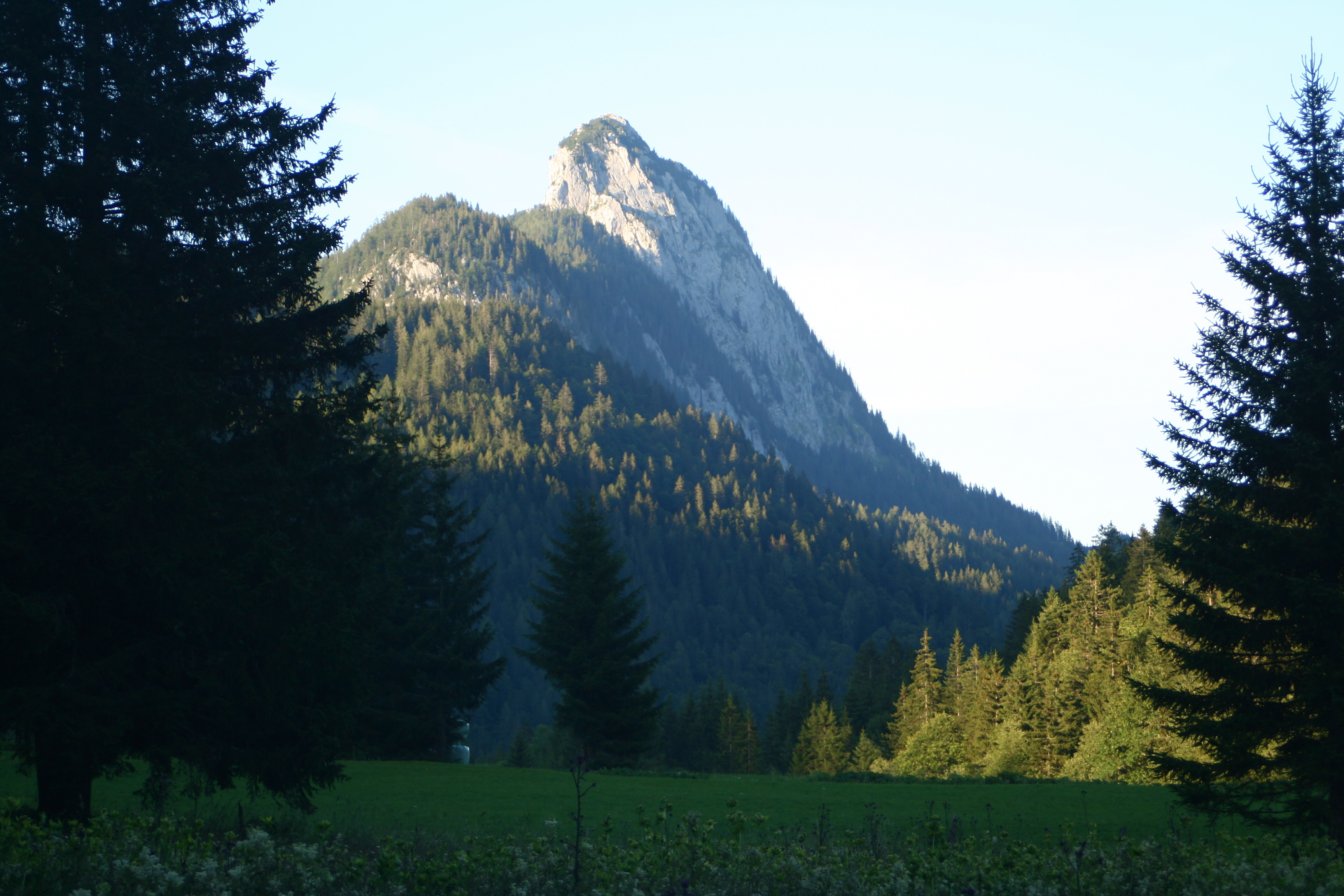
гора Хохтаусинг (Hochtausing)
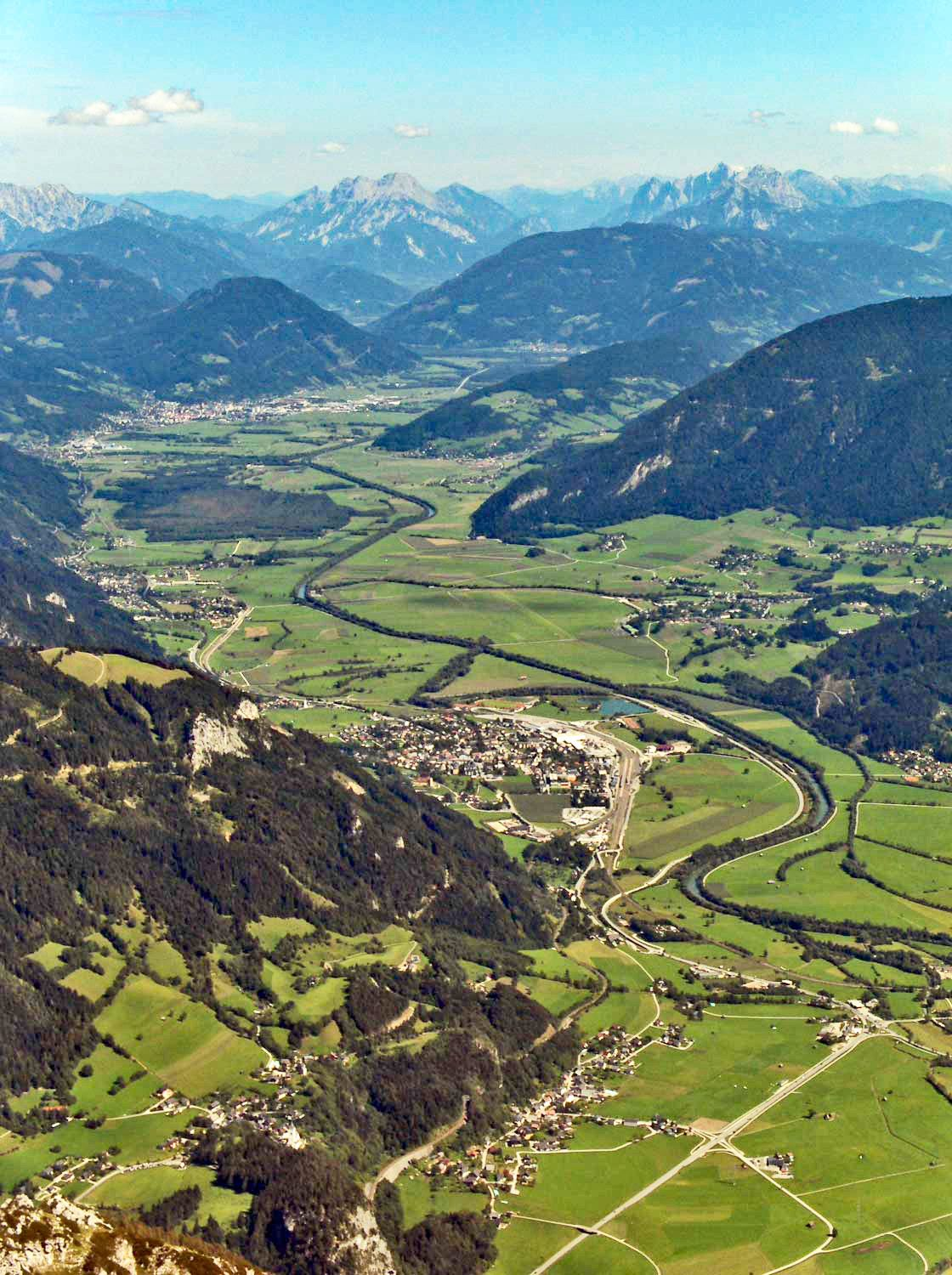
долина Энса у Вёршаха